# Elmdale, Kansas
Elmdale là một thành phố thuộc quận Chase, tiểu bang Kansas, Hoa Kỳ. Năm 2010, dân số của xã này là 55 người.

## Dân số
Dân số các năm:
- Năm 2000: 50 người
- Năm 2010: 55 người